# First Time (EP)
First Time é o primeiro EP do cantor britânico Liam Payne. Foi lançado em 23 de agosto de 2018 pela Capitol Records.

## Antecedentes
Em 16 de agosto de 2018, Payne anunciou a data de lançamento do EP. Ele também postou uma mensagem em suas redes sociais, dizendo:

"Como você deve saber, os últimos meses sofreram grandes mudanças para mim ... Eu vi algumas das músicas do meu álbum que foram feitas há um tempo atrás e elas parecem de outra era. Estou decidido a minha estréia álbum para realmente me representar.

Agora estou de volta ao estúdio, trabalhando duro para finalizar as poucas músicas finais do álbum - estou realmente empolgado com a música que estou escrevendo e gravando e mal posso esperar que ela esteja pronta para todos vocês.

Enquanto isso, este EP é uma coleção de músicas que eu realmente me orgulho e quero que todos vocês ouçam ... me diga o que pensa. Como sempre, obrigado pelo seu apoio - isso significa o mundo para mim".

## Lista de faixas
Lista de faixas adaptadas do Tidal.
| N.º            | Título                                     | Compositor(es)                                              | Produtor(es)      | Duração |  |
| 1.             | "First Time" (com part. de French Montana) | Stephen McGregor Johnny Yukon Karim Kharbouch Matthew Burns | Di Genius Burns   | 3:12    |  |
| 2.             | "Home with You"                            | Justin Tranter Jason Gill Brandon Skeie                     | Gill              | 3:01    |  |
| 3.             | "Depend On It"                             | Robert McCurdy Christopher Petrosino Asia Whiteacre         | Steve Fitzmaurice | 2:51    |  |
| 4.             | "Slow"                                     | Sam Preston Carl Lehmann Sylvester Sivertsen                | Cutfather MdL Sly | 3:29    |  |
| Duração total: | Duração total:                             | Duração total:                                              | Duração total:    | 12:33   |  |

## Desempenho nas tabelas musicas
| Tabela musical (2018)                         | Melhor posição |
| --------------------------------------------- | -------------- |
| Estados Unidos Digital Albums (Billboard)     | 12             |
| Estados Unidos Heatseekers Albums (Billboard) | 2              |
| Estados Unidos Top Album Sales (Billboard)    | 40             |